# Guichón
Guichón é uma localidade uruguaia  que faz parte do município de Guichón, no departamento de Paysandú, a 82km de distância da capital Paysandú 

## Toponímia
A localidade possui este nome em homenagem ao estancieiro (Teodoro Pedro Luis Guichón, filho de franceses) da região que loteou os terrenos.

## População
Segundo o censo de 2011 a localidade contava com uma população de 5039 habitantes.
| Variação demográfica do município entre 1908 e 2011 |
|                                                     |

## Autoridades
A localidade é subordinada ao município de Guichón.

## Esportes
A cidade de Guichón possui uma liga afiliada à OFI: a Liga de Fútbol de Guichón. .

## Religião
A localidade possui uma Paróquia "Maria Auxiliadora", pertencente à Diocese de Salto

## Transporte
O município possui a seguinte rodovia:
- Ruta 4, que liga Artigas (departamento de Artigas) e à BR-293 (Barra do Quaraí / Rio Grande do Sul) a cidade de Carlos Reyles (departamento de Durazno. [9]
- Ruta 25, que liga o cruzamento com a Ruta 24 (Departamento de Río Negro) com o cruzamento com a Ruta 20 (Departamento de Paysandú) [10]
- Ruta 90, que liga Paysandú a cidade. [11][12][13]